# ريكس دي روسيلي
ريكس دي روسيلي (بالإنجليزية: Rex De Rosselli)‏ هو ممثل أمريكي، ولد في 1 مايو 1878 في الولايات المتحدة، وتوفي بنفس المكان في 21 يوليو 1941.

## وصلات خارجية
- ريكس دي روسيلي على موقع IMDb (الإنجليزية)
- ريكس دي روسيلي على موقع قاعدة بيانات الأفلام السويدية (السويدية)
- ريكس دي روسيلي على موقع قاعدة بيانات الفيلم (الإنجليزية)